# Младохивинцы
Младохивинцы — представители политического движения, зародившегося в 1905—1907 годах среди узбеков Хивинского ханства в рамках джадидизма.
Первое время младохивинцы занимались культурно-просветительской деятельностью.
5(18) апреля 1917 года они склонили Исфандияр-хана II к изданию манифеста об установлении на территории ханства конституционной монархии. Пост председателя в организованном меджлисе занял Баба-Ахун, один из самых заметных младохивинцев. Однако летом этого года хивинский хан при участии Временного правительства России вернул себе абсолютную власть, арестовав часть младохивинцев. Другие участники движения скрылись в Туркестане, где получили гарантии поддержки от большевиков.
После покорения в январе 1918 года Хивы туркменским феодалом Джунаид-ханом представители движения возглавили с ним борьбу и с декабря 1919 года вместе с советскими войсками противостояли его отрядам.
С уничтожением в феврале 1920 года ханства младохивинцы стали во главе Хорезмской коммунистической партии (с председателем ЦК Д. Султанмурадовым) и Хорезмской народной советской республики (Палваннияз Хаджи Юсупов, председатель Совета назиров).
В сентябре 1920 года пытались добиться разоружения туркменских добровольческих отрядов, подтолкнув туркменские племена в ХНСР к общему восстанию.
В марте 1921 года при содействии Политуправления Хорезмской Красной Армии лишены власти; некоторые из них были арестованы, другие пополнили ряды басмачей.